# Storyteller/ティーンエイジドリーム
「Storyteller/ティーンエイジドリーム」は、日本のシンガーソングライター・miwaの26枚目のシングル。2019年12月25日にSony Music Recordsから発売。

## 解説
両A面シングルとしてリリース。
「Storyteller」はロック調ナンバーで、ミュージック・ビデオはmiwaの顔アップ映像が特徴である。ノン・タイアップとしてリリースされたが、テレビ朝日『お願い!ランキング』1月度エンディングテーマとして後付けタイアップされた。
「ティーンエイジドリーム」はテレビ東京系アニメーション『BORUTO-ボルト- NARUTO NEXT GENERATIONS』オープニングテーマとして作曲され、シングルリリース前に「みろくの里 イルミネーション キラメキノセカイ 2nd Season」CMソングとして、またリリース後にテレビ新広島「Japan in Motion」エンディングテーマとしてタイアップされた。この曲のミュージック・ビデオは、miwaの曲としては珍しく本人以外が主役を務めており、原菜乃華がギター少女に扮し瀬戸内地方や「福山市みろくの里」を舞台としたストーリー風のものとなっている。監督は「夜空。feat.ハジ→」のミュージック・ビデオも手掛けた風野又二朗が担当。
「ティーンエイジドリーム」には元メガデスのマーティ・フリードマンがギターとして参加している。
初回生産限定盤、期間生産限定盤（アニメ盤）と通常版があり、初回生産限定盤にはボーナストラックとして、武部聡志らとのスペシャル・セッションやカバー・セッションとなる4曲が収録されている。これらのセッションはmiwaが担当していたNHK-FM『ミューズノート』（2019年11月21日、同28日）でオンエアされたものである。
前回シングルに続き、シングルとしては珍しく初回生産限定盤が三方背ケースとなっている。

## 収録曲

### 初回生産限定盤

#### CD
1. Storyteller
  - テレビ朝日「お願い!ランキング 」1月度エンディングテーマ（後タイ）
2. ティーンエイジドリーム
  - テレビ東京系アニメーション『BORUTO-ボルト- NARUTO NEXT GENERATIONS』オープニングテーマ
  - 「みろくの里 イルミネーション キラメキノセカイ 2nd Season」
  - テレビ新広島「Japan in Motion」エンディングテーマ（後タイ）
3. オトシモノ
4. We are the light
5. ANSWER
  - 槇原敬之のカバー。
6. DOWNTOWN BOY
  - 松任谷由実のカバー。
7. Storyteller(Instrumental)
8. ティーンエイジドリーム(Instrumental)

#### DVD
1. 「Storyteller」Video Clip
2. 「ティーンエイジドリーム」Video Clip

### 期間生産限定盤（アニメ盤）

#### CD
1. ティーンエイジドリーム
2. Storyteller
3. ティーンエイジドリーム(Instrumental)
4. Storyteller(Instrumental)

### 通常盤

#### CD
1. Storyteller
2. ティーンエイジドリーム
3. Storyteller(Instrumental)
4. ティーンエイジドリーム(Instrumental)

| #  | タイトル                                     | 作詞・作曲                 | 編曲    | 時間 |
| -- | -------------------------------------------- | -------------------------- | ------- | ---- |
| 1. | 「Storyteller」                              | miwa                       | akkin   | 3:50 |
| 2. | 「ティーンエイジドリーム」                   | miwa & 杉山勝彦            | NAOKI-T | 3:57 |
| 3. | 「オトシモノ」(初回生産限定盤のみ、※1)       | miwa                       |         | 5:40 |
| 4. | 「We are the light」(初回生産限定盤のみ、※1) | miwa, her0ism, Tova Litvin |         | 4:25 |
| 5. | 「ANSWER」(初回生産限定盤のみ、※1)           | 槇原敬之                   |         | 4:38 |
| 6. | 「DOWNTOWN BOY」(初回生産限定盤のみ、※1)     | 松任谷由実                 |         | 3:58 |
| 7. | 「Storyteller(Instrumental)」                |                            |         | 3:50 |
| 8. | 「ティーンエイジドリーム(Instrumental)」     |                            |         | 3:57 |

※1：Bonus Tracks -武部聡志 Piano ver.-